# Terapia de campos eléctricos alternos para el tratamiento de tumores
La terapia de campos eléctricos alternos para el tratamiento de tumores, también conocida como TTFields, por las iniciales de su denominación en inglés (Tumor Treating Fields), es una técnica que se  utiliza para el tratamiento de algunos tipos de cáncer, sobre todo el glioblastoma. Consiste en la aplicación de campos eléctricos de baja intensidad y frecuencia intermedia. Se administra mediante un dispositivo portátil que contiene un generador de campo eléctrico y cables con transductores que se adhieren a la superficie corporal del área del cuerpo en que se encuentra el tumor maligno.  

## Eficacia
En el ensayo controlado aleatorizado EF-14 que se realizó con 695 pacientes afectos por glioblastoma, se observó que el tratamiento mejoró el promedio de tiempo vivido desde el diagnóstico sin que el tumor haya progresado (supervivencia libre de progresión) en 2.7 meses. También mejoró la supervivencia global promedio en 4.9 meses.